# 求婚専科
『求婚専科』（きゅうこんせんか、Sex and the Single Girl）は1964年のアメリカ合衆国のコメディ映画。
監督はリチャード・クワイン、出演はナタリー・ウッドとトニー・カーティスなど。
ウーマン・リブの時代にヘレン・ガーリー・ブラウンが書いたエッセイ集『セックス・アンド・ザ・シングルガール』を大幅に脚色、軽いコメディにして映画化している。町山智浩によると、ドラマ『セックス・アンド・ザ・シティ』の原点となる作品だという。

## キャスト
| 役名           | 俳優                     | 日本語吹替                     |
| 役名           | 俳優                     | NET版                          |
| -------------- | ------------------------ | ------------------------------ |
| ボブ           | トニー・カーティス       | 広川太一郎                     |
| ヘレン         | ナタリー・ウッド         | 渋沢詩子                       |
| フランク       | ヘンリー・フォンダ       | 小山田宗徳                     |
| シルビア       | ローレン・バコール       | 大塚道子                       |
| ルディ         | メル・ファーラー         | 山田康雄                       |
| グレチェン     | フラン・ジェフリーズ     | 増山江威子                     |
| スーザン       | レスリー・パリッシュ     | 沢田敏子                       |
| 社長           | エドワード・E・ホートン  | 大木民夫                       |
| ジョージ       | ハワード・セント・ジョン | 塩見竜介                       |
| アンダーソン   | オットー・クルーガー     |                                |
| 不明 その他    | N/A                      | 納谷六朗 国坂伸 雨森雅司       |
| 日本語スタッフ |                          |                                |
| 演出           |                          |                                |
| 翻訳           |                          |                                |
| 効果           |                          |                                |
| 調整           |                          |                                |
| 制作           |                          |                                |
| 解説           | 解説                     | 淀川長治                       |
| 初回放送       | 初回放送                 | 1970年3月22日 『日曜洋画劇場』 |

## 作品の評価
Rotten Tomatoesによれば、6件の評論のうち高評価は50%にあたる3件で、平均点は10点満点中5.4点となっている。